# カステル・デル・リーオ
カステル・デル・リーオ（伊: Castel del Rio）は、イタリア共和国エミリア＝ロマーニャ州ボローニャ県にある、人口約1,200人の基礎自治体（コムーネ）。

## 地理

### 位置・広がり

#### 隣接コムーネ
隣接するコムーネは以下の通り。括弧内のRAはラヴェンナ県(エミリア＝ロマーニャ州)、FIはフィレンツェ県(トスカーナ州)所属を示す。
- カザルフィウマネーゼ
- カーゾラ・ヴァルセーニオ (RA)
- フィレンツオーラ (FI)
- フォンタネーリチェ
- モンテレンツィオ
- パラッツオーロ・スル・セーニオ (FI)

### 気候分類・地震分類
カステル・デル・リーオにおけるイタリアの気候分類 (it) および度日は、zona E, 2462 GGである。
また、イタリアの地震リスク階級 (it) では、zona 2 (sismicità media) に分類される。

## 行政

### 分離集落
カステル・デル・リーオには、以下の分離集落（フラツィオーネ）がある。
- Belvedere, Giugnola, Moraduccio, Valsalva